# ミドリフ

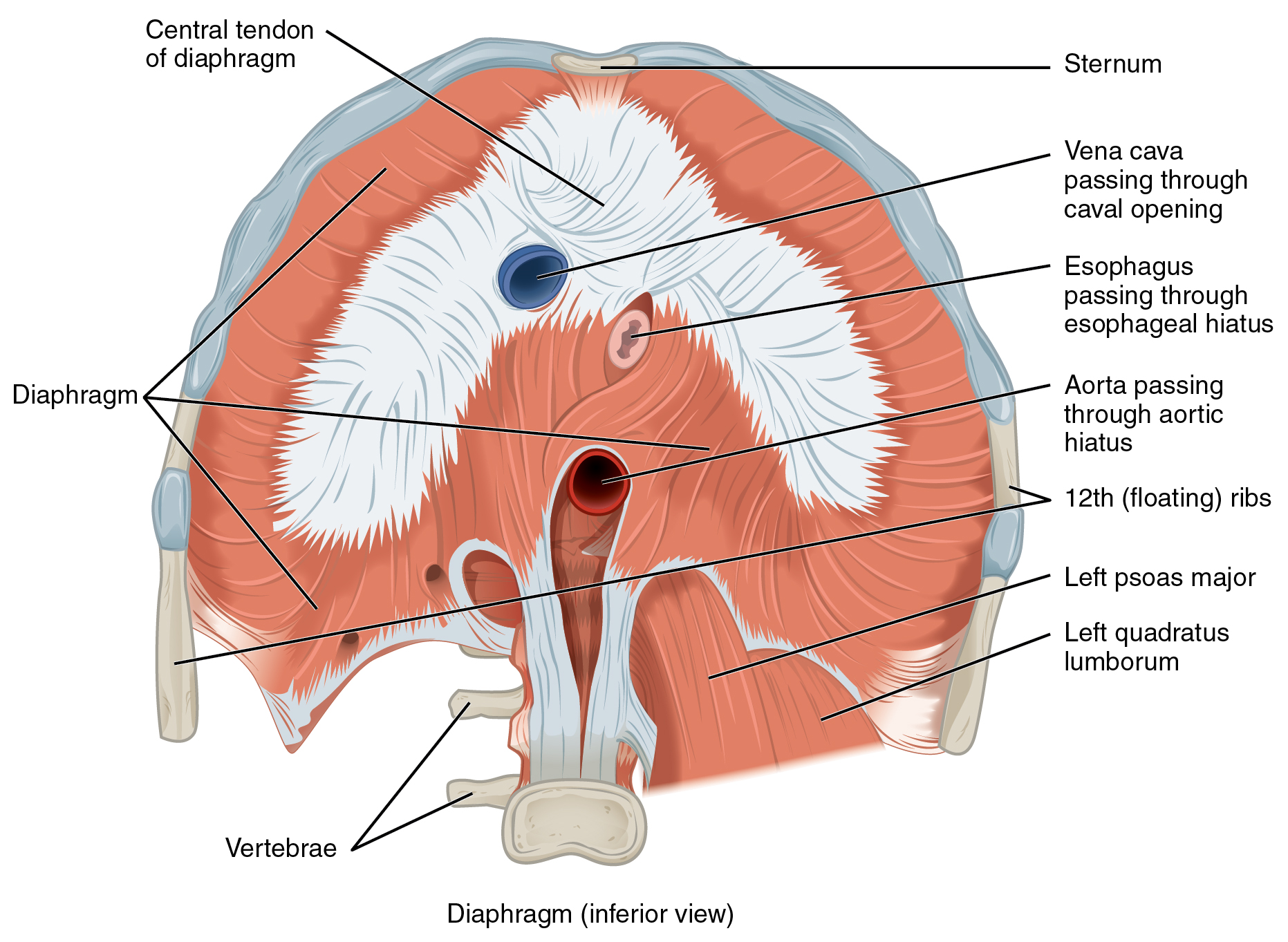
解剖学用語 第1義
横隔膜（ヒトの横隔膜）の図解

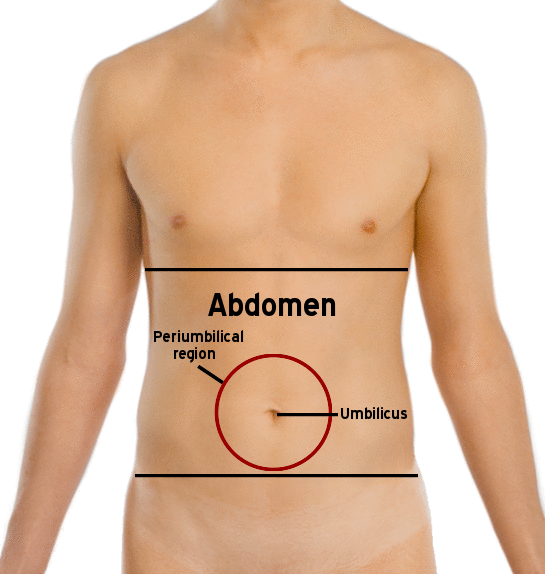
解剖学用語 第2義
abdomen（腹部）/ 日本語でいうところの「上腹部」（上の線と下の線の間の部位）と同義

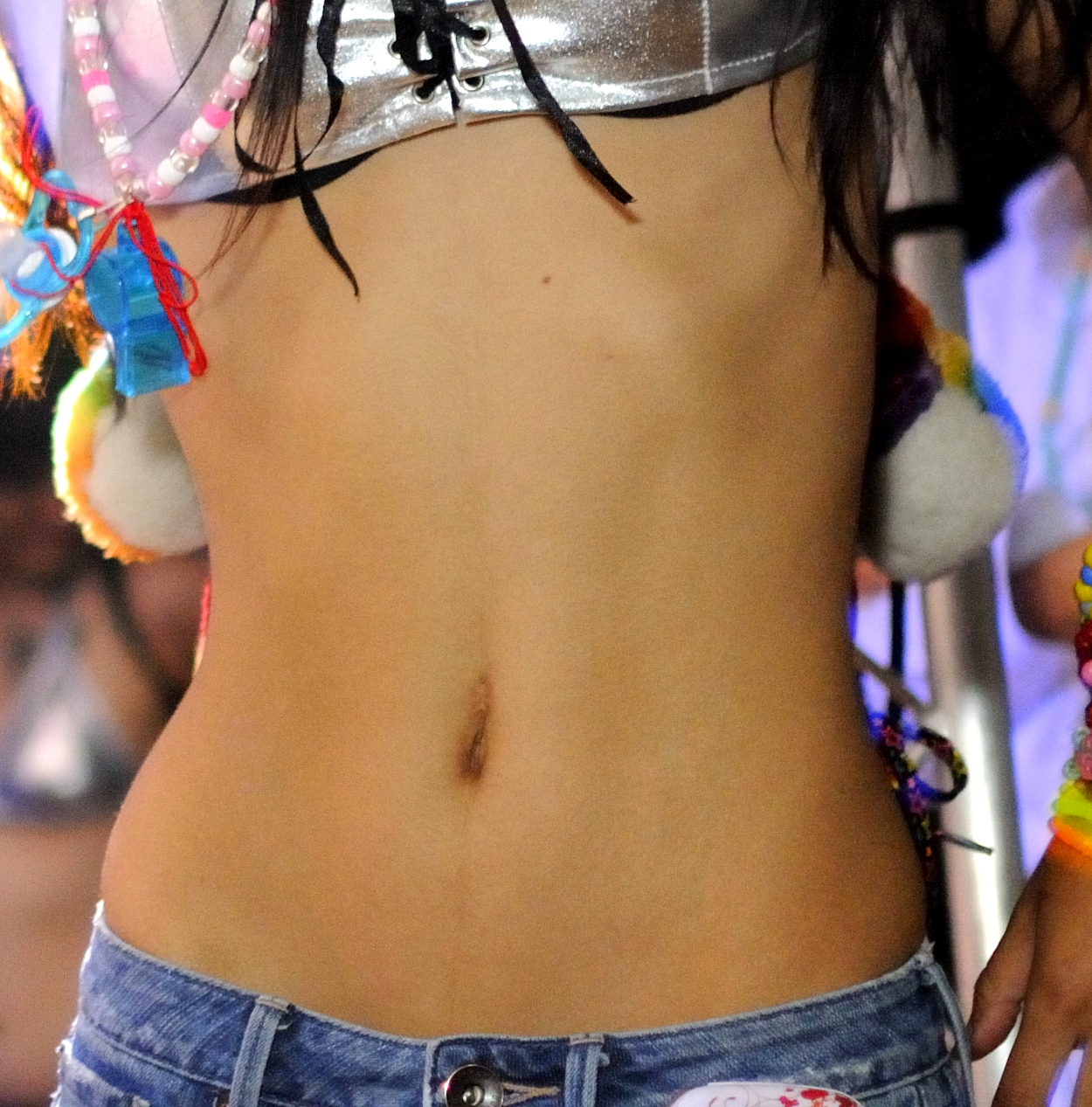
解剖学用語 第2義 および 服飾用語 第1義
ヒト（人間）の腹部

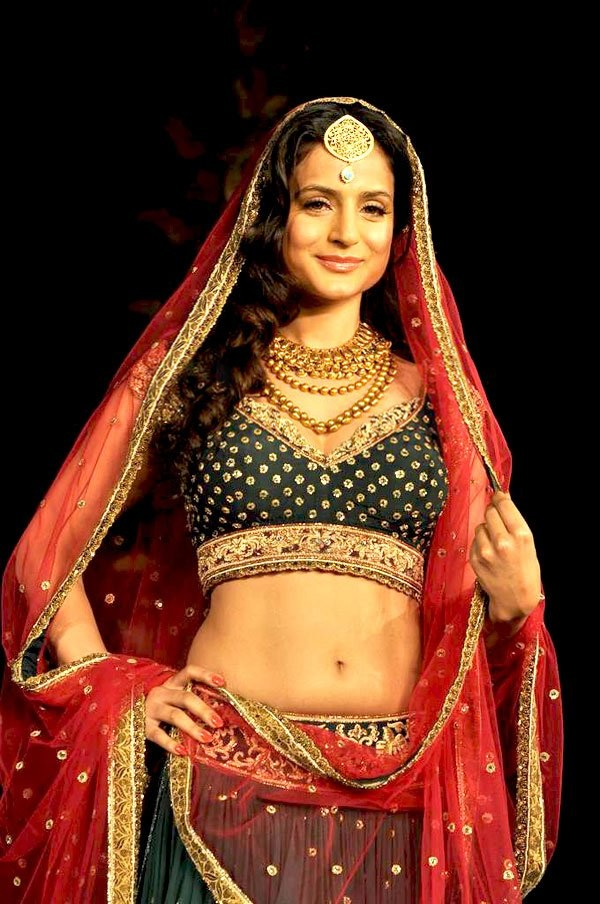
服飾用語 第3義の例
ガグラ・チョリを纏ったインド人女性。人物はファッションモデルでもある女優アミーシャ・パテル。

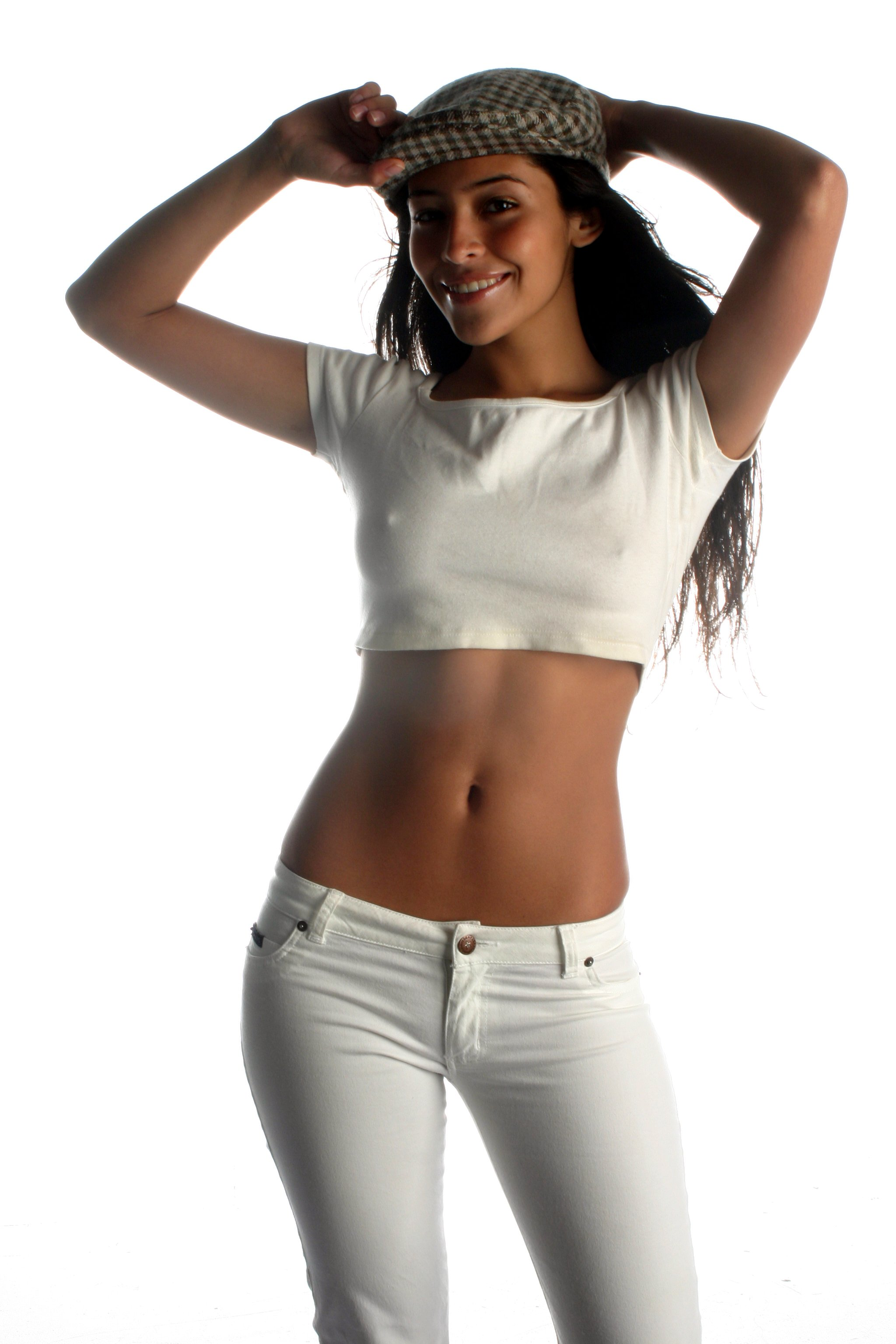
服飾用語 第3義の例
上腹部を露出させる衣服の一種である「ハーフトップ」を着た北アメリカの女性。

ミドリフ（英語：midriff）とは、服飾の世界では、第1義に「ヒトの腹部」を意味し、第2義には「衣服の、上腹部を覆う部分」、特に通常は「ぴったりとフィットする部分」を指す。さらに第3義には「上腹部を露出する衣服」を指すようになった。現代において最も優勢なのはこの語義（服飾用語 第3義）かも知れない。現代日本語ではこの第3義を「へそ出し服」「へそ出し」ともいうが、これは定義の曖昧な用語である。

## 語源
もともと「（ヒトおよび動物の）横隔膜」を意味した英語 "midriff" の語源は、1000年以上遡ることができる。現代英語の直接の語源は中英語 "mydryf（日本語音写例：ミュドリュフ）" に求められるが、mydryf は18世紀に廃れ、midriff へと変化した。なお、中英語 mydryf は古英語 "midhrif（日本語音写例：ミドリフ）" から来ており、この語を分解すると［ mid-（=middle part、中央部分の…）+ hrif（=belly、腹）］となる。
日本語「ミドリフ」は、英語 "midriff" を音写した外来語であり、2010年代になって盛んに用いられるようになった。
解剖学においては、第1義に、横隔膜のこと。第2義には、上腹部（胸の下から腰の上までの部位）のことをいう。これらが現在でも英語 "midriff" の第1義と第2義ではあるが、時代遅れな用語になっている。

## 服飾
この語は、1941年にファッション業界で復活した。"belly（腹）" という英語の通用語が、やや下品な表現も多い多義語であり、また、女性が自分の体に関して望ましくないと思う「（原因を問わず）膨らんだ腹」や「膨張」に繋がる多くの言い回しがあることから、この語の使用を避けるためである。また、belly はヘイズ・コードによって映画で使用することを禁じられた言葉であった。例えば、1933年の映画『四十二番街』のジンジャー・ロジャースの歌にその影響が現れている。
ハーフトップや水着や下着を着用すると上腹部（ミドリフ）が露出する。インドの女性が着用するチョリは、ミドリフの一部、通常は 10～13センチメートル（4～5インチ）を露出させる。

## 関連文献
- 現代言語研究会『日本語を使いさばく カタカナ語の辞典』あすとろ出版、2008年4月。ISBN 4-7555-0803-7、ISBN 978-4-7555-0803-5、OCLC 676545855。

※「ミドリフ・トップ」の解説：みぞおちあたりまでの短い上着。また，おなかの見えるセパレーツ水着。